# Verdon (Dordogna)
Verdon è un comune francese di 59 abitanti situato nel dipartimento della Dordogna nella regione della Nuova Aquitania.

## Società

### Evoluzione demografica
Abitanti censiti